# Stamnodes depeculata
Stamnodes depeculata is een vlinder uit de familie spanners (Geometridae). De wetenschappelijke naam is voor het eerst geldig gepubliceerd in 1870 door Lederer.
De soort komt voor in Europa.